# Ramón Cabanillas
Ramón Cabanillas (ur. 3 czerwca 1876 w Cambados, zm. 9 listopada 1959 tamże) – galisyjski poeta.

## Życiorys
W latach 1910–1915 przebywał na Kubie, gdzie debiutował tomikami poezji No desterro (1913) i Vento mareiro (1915). Po powrocie do kraju podjął współpracę z instytucjami propagującymi galicyjski język i kulturę – Irmandades de Fala i pismem „Nos”. W wydanym w 1917 zbiorze poezji Da terra asoballada (wydanie zmienione w 1926) podejmował problemy społeczne galisyjskiej wsi, w późniejszym okresie tworzył nastrojową lirykę osobistą (A rosa de cen follas 1927) i epickiej poezji narracyjnej przywołującej świat celtyckich legend (A note estrelecida 1926, Camiños no tempo 1949), a w 1958 opublikował poemat Samos poświęcony romańskiemu klasztorowi o tej samej nazwie; utwory te są uznawane za szczytowe osiągnięcie galisyjskiego modernizmu. W 1959 wydał zbiór Obra completa (wydanie rozszerzone 1980).